# Une étrange exploration dans la forêt africaine en l'an 2110...
Une étrange exploration dans la forêt africaine en l'an 2110... est une nouvelle de Jean Raspail qui parut pour la première fois dans Le Figaro du 9 juin 1964 sous le titre d'Un Territoire inconnu.

## Résumé
À cette époque-là, la société nouvelle, contrôlée par l'O.N.U., reposait sur l'émulation, la coopération et non plus sur la compétition. L'immense machine tourne toute seule, les hauts fonctionnaires du Secrétariat général s'ennuient et soudain on repère des fumées de campement au centre de l'Afrique... « S'il existe encore des sauvages sur cette Terre, il faut courir à leur secours ! »

L'expédition est composée selon la règle des couleurs, fondement de l'O.N.U. : Blancs,Noirs, Jaunes, Métis et Mulâtres dans la proportion croissante de un à trois dixièmes. Les charges, fonctions et spécialités sont réparties : ethnologues zambéziens, guides jivaros, topographes soudaniens, aviateurs carthaginois, médecins congo-bongolais, cuisiniers français, sociologues pékinois, aumôniers apaches, gardes américains, archéologues quéchuas, coiffeurs italiens, ingénieurs viêt-khmers, mécaniciens wallons, radio-électriciens bengalis, porteurs flamands, etc.

## Éditions
- 1964 - Un Territoire inconnu dans Le Figaro journal quotidien, édition du 9 juin 1964, à Paris.
- 1971 - Une étrange exploration dans la forêt africaine en l'an 2081... dans Le Tam-Tam de Jonathan recueil de nouvelles, Éditions Robert Laffont, à Paris.
- 1977 - Un Territoire inconnu dans Boulevard Raspail recueil de chroniques, Société de production littéraire, à Paris.
- 2002 - In Le Son des tambours sur la neige, Éditions Robert Laffont à Paris.